# XVII съезд Итальянской социалистической партии
XVII съезд Итальянской социалистической партии (итал. XVII Congresso del Partito Socialista Italiano) состоялся в театре Карло Гольдони в городе Ливорно с 15 по 21 января 1921 года.
Съезд характеризовался присущей всему международному рабочему движению борьбой между реформистским и революционным направлениями. В центре работ стояло требование Коммунистического Интернационала изгнать реформистских элементов из всех партий Коминтерна.
После семи бурных дней, большинство делегатов отказалось от исключения реформистов, так что коммунистическая фракция ИСП покинула собрание и создала Коммунистическую партию Италии.

## Работа съезда

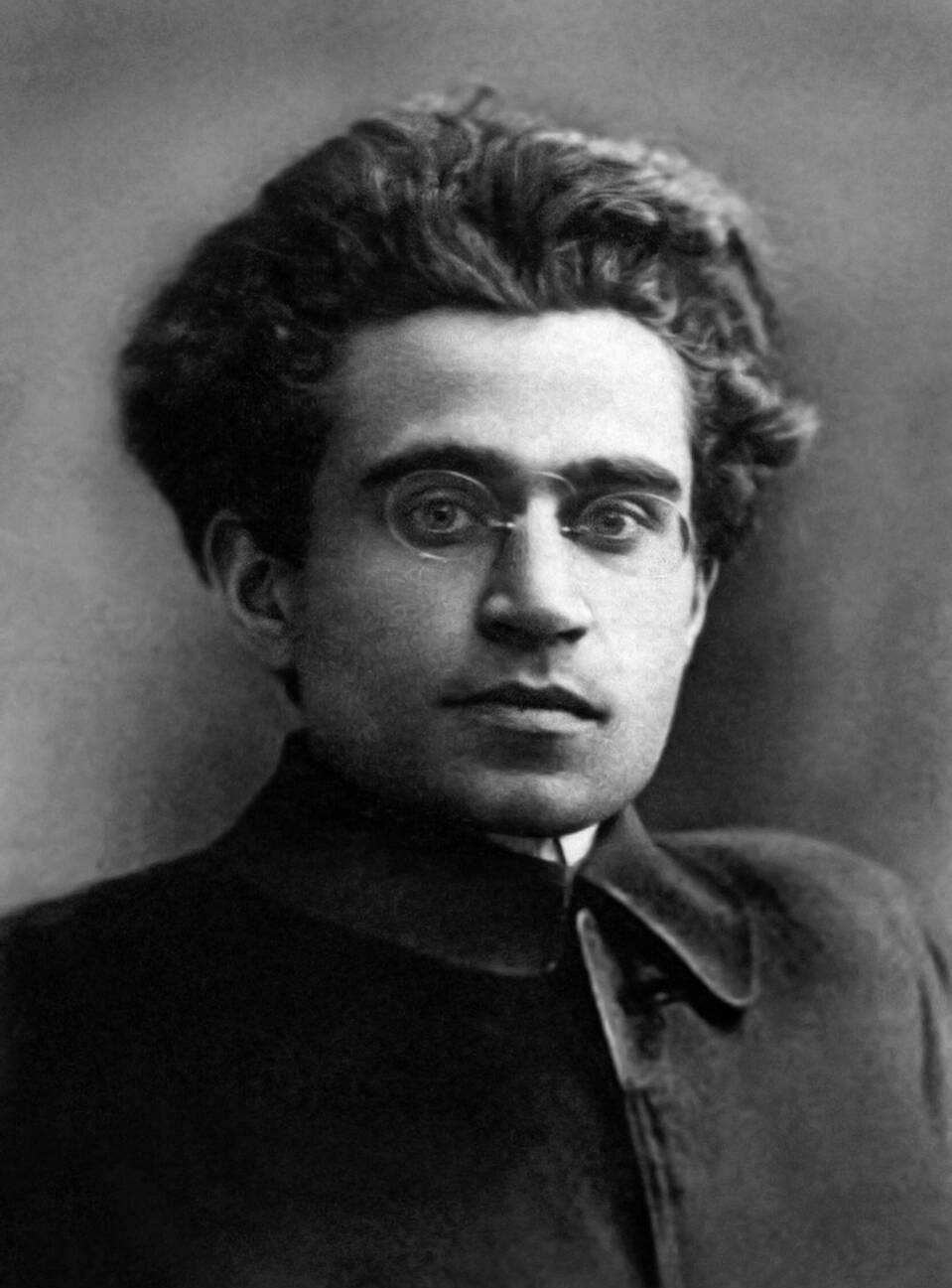
Антонио Грамши

Наиболее остро стоял вопрос о принятии «21 условия» Коммунистического Интернационала, одним из которых являлось исключение из партии реформистов. За безогоровочное принятие условий Коминтерна стояли делегат Исполнительного комитета Коммунистического интернационала Христо Кабакчиев и левая фракция ИСП (коммунисты), руководимая Амадео Бордигой, которая в итоге получила 58 783 голоса. Большинство голосов (98 000) собрала фракция центристов (коммунисты-унитарии) Джачинто Менотти Серрати, которая отвергала изгнание правой фракции. Реформисты, возглавляемые Филиппо Турати, получили 15 000 голосов.
После подтверждения результатов коммунисты ушли со съезда и собрались в театре «Сан Марко» в Ливорно, где образовали Коммунистическую партию Италии. Среди других в ЦК КПИ вошли Бордига, Антонио Грамши, Умберто Террачини и Никола Бомбаччи.